# Фігури плавлення
Фігу́ри пла́влення — у кристалографії та мінералогії — фігури, що виникають на гранях кристалів у зв'язку з їх частковим плавленням (таненням). Форми ямок, що виникають унаслідок танення, дозволяють оцінювати швидкість поширення тепла на грані в різних напрямах. Досліди показують, що контури ямок плавлення (танення) на кристалах є колами або еліпсами.